# Donau-Oderkanaal

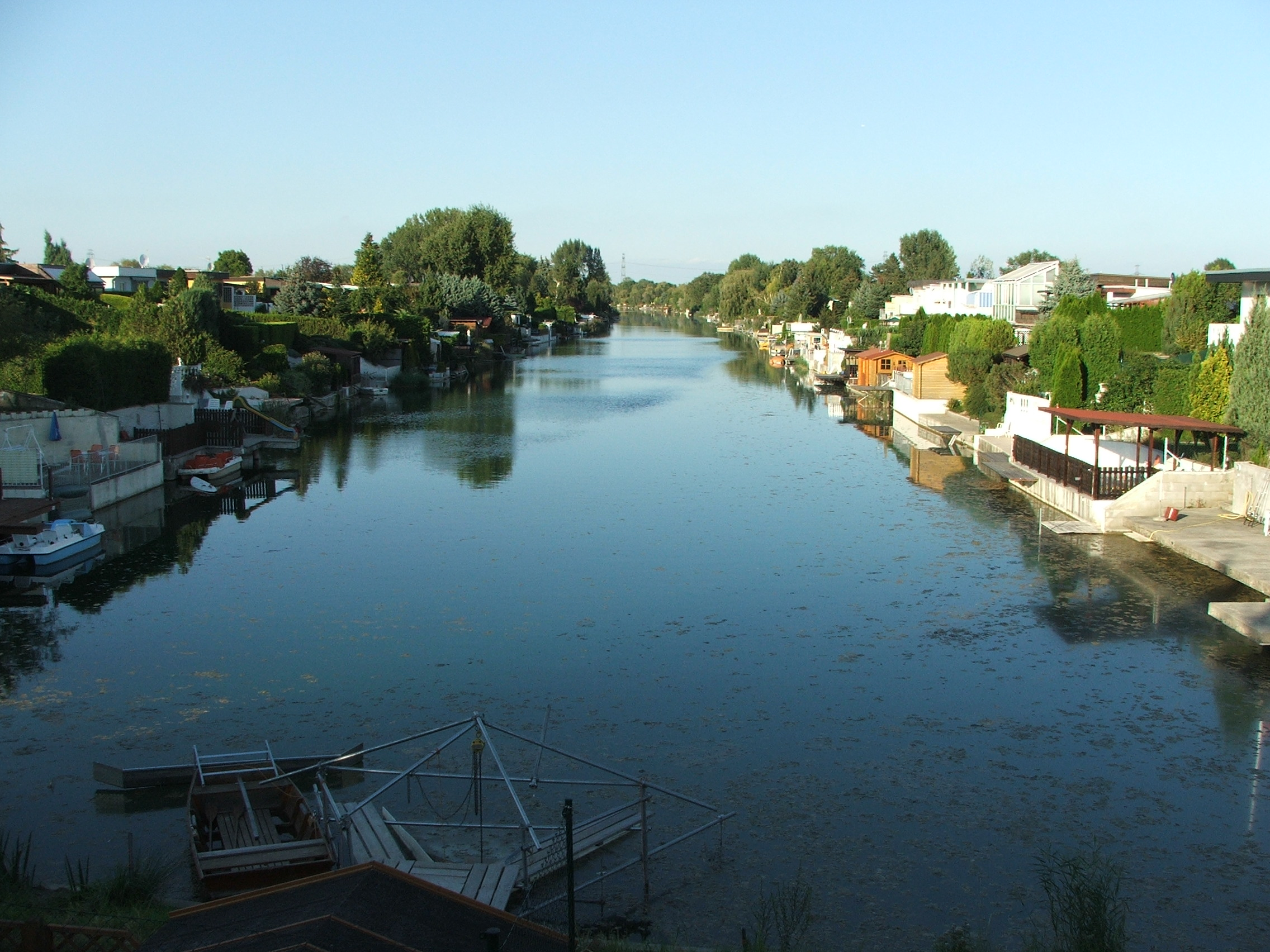
Aangelegd deel bij Wenen

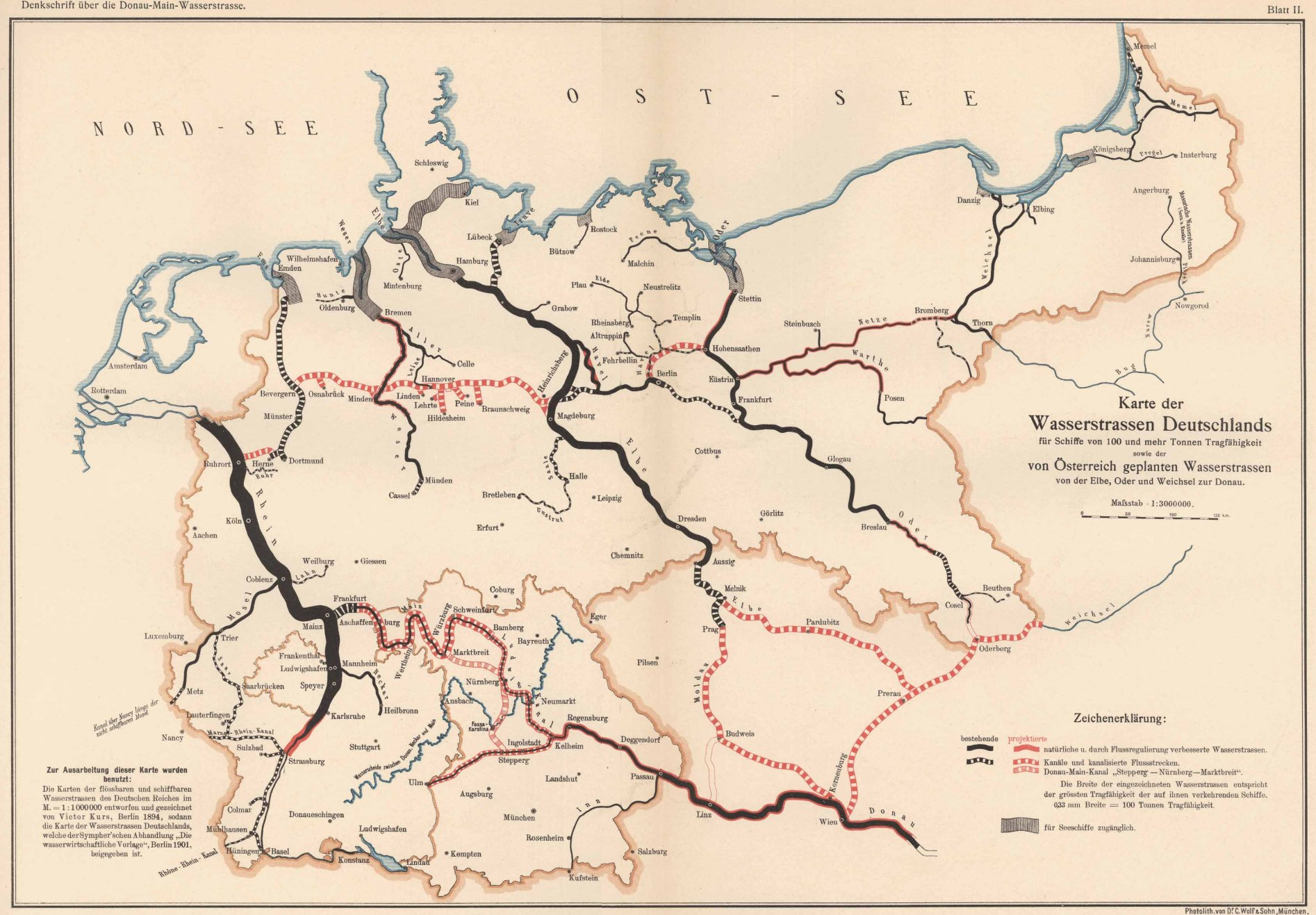
Overzichtskaart uit 1903

Het Donau-Oder kanaal is een gepland en deels aangelegd kanaal dat de Donau nabij Wenen via de Morava zou verbinden met de Oder te Kędzierzyn-Koźle in de Poolse woiwodschap Opole een afstand van ongeveer 339 km. Het zou een directe scheepvaartverbinding mogelijk maken tussen de Oostzee en de Zwarte Zee. Aansluitend op het kanaal werd vanaf Přerov ook een aftakking voorzien naar de Elbe bij Pardubice in Tsjechië zodat ook de Noordzee bereikt kon worden.

## Geschiedenis
Al in de 14e eeuw had keizer Karel IV van het Heilig Roomse Rijk het idee opgevat om een verbinding tussen Donau en Oder te bouwen. Een eerst studie rond het thema werd in 1700 door Lothar Vogemont gepubliceerd in Wenen als "Dissertatio de utilitate, possibilitate et modo conjunctionis Danubii cum Odera, Vistula & Albi fluvius per canalem navigabilem". Deze voorzag als eerste ook de verbinding met de Elbe. Ook in de 18e en 19e eeuw zouden de plannen besproken worden, maar de opkomst van de spoorweg als goedkoper en flexibeler alternatief voor de toen nog in tonnage beperkte scheepvaart verhinderden de uitvoering. De plannen werden gaandeweg aangepast aan de mogelijke schaalvergroting van sluizen en schepen, zodat in 1901 de "waterwegen wet" van kracht werd met de Donau-Oderverbinding als hoofdas van een netwerk dat in 20 jaar tijd voltooid zou worden. Slechts een beperkt deel van het project werd uitgevoerd vooraleer de Eerste Wereldoorlog de val van de Oostenrijks-Hongaarse dubbelmonarchie teweegbracht.
In het ondertussen onafhankelijk geworden Tsjecho-Slowakije werden de Oostenrijkse plannen aangepast aan de gewijzigde situatie, en op 19 november 1938 werd in Berlijn een akkoord getekend met Duitsland om het kanaal binnen de zes jaar te bouwen.
Een eerste concrete stap werd al snel gezet bij de opening van het Gleiwitzer Kanal in het toenmalige Duitse Silezië. Bij de officiële opening van dit kanaal op 8 december 1939 in Cosel werd ook het startschot gegeven voor de bouw van het Donau-Oderkanaal. Ook deze keer kwam men niet ver met de uitvoering omwille van de Tweede Wereldoorlog. De werken aan de Oderzijde werden al in 1940 stopgezet. Aan de Donauzijde werd nabij Wenen tot in 1943 enkele kilometers gebouwd van de ongeveer 40 kilometer tot aan de rivier de Morava. De aftakking van de Donau is nog herkenbaar, enkele van de overblijvende kanaalpanden worden voor recreatie gebruikt.
Tussen 1964 en 1970 werd in Polen nog een kort stukje kanaal gebouwd, bekend als het Kanal Kędzierzynski, een aftakking van het Gliwicekanaal tot bij de stikstoffabriek van Kędzierzyn-Koźle.

## Actuele plannen
Het project kreeg een nieuwe impuls in 1981 toen een werkgroep van de Europese economische commissie van de Verenigde Naties te Genève in zijn studie over de Donau-Oder-Elbe (D-O-E)verbinding de positieve economische impact van het project bewees. Daaropvolgend publiceerde de Europese Unie in april 1993 een ontwerpplan voor een Europees Binnenscheepvaartnetwerk waarin nieuwe verbindingen voorzien werden waaronder de D-O-E link, ook al lag deze nog geheel buiten het toenmalige grondgebied van de Europese Unie. Binnen dit netwerk wordt het kanaal als een van de belangrijkste verkeersassen ingepland.
De plannen voorzien in een kanaal van de klasse Vb dat geschikt is voor schepen tot 2.500 ton en duwkonvooien tot 4.000 ton gelijkaardig aan het reeds bestaande Main-Donaukanaal.

## Tracé
De loop van het kanaal kan opgesplitst worden in 4 deeltrajecten, de verbinding met de Elbe vormt een zelfstandig vijfde deel.
Deel 1 : Donau - Zuid Moravië: lengte 80 km
Deel 2 : Zuid Moravië - Přerov: lengte 112 km
Deel 3 : Přerov - Ostrava: lengte 94 km
Deel 4 : Ostrava - Oder: lengte 53 km
Voor het totale traject van 339 km dient met 18 sluizen (9 aan elke zijde van het scheidingspand) een hoogteverschil van 217 m overwonnen te worden, het zal deels als gekanaliseerde rivier deels als volwaardig kanaal gerealiseerd worden. Op deel 2 zijn in de bedding van de Morava reeds een aantal dammen gebouwd. De bouwkost werd in 2005 begroot op ongeveer 3,5 miljard USD.
Deel 5 : Přerov - Elbe: 160 km
Dit deel is technisch het moeilijkste aangezien het over zijn gehele lengte als volwaardig kanaal uitgegraven dient te worden. Hoewel de te overwinnen hoogte met 337 m groter is dan voor delen 1 tot 4 zijn er slechts 14 sluizen voorzien. De kostprijs werd in 2005 geschat op ongeveer 3 miljard USD.